# جوليان جونز
جوليان جونز (بالإنجليزية: Julian Lewis Jones)‏ هو ممثل بريطاني، ولد في 1 أغسطس 1968 في المملكة المتحدة.

## أعمال

### أفلام
- (2009) الذي لا يقهر[5]
- (2011) النسر[6][7]
- (2017) فرقة العدالة[8][9][10]

## وصلات خارجية
- جوليان جونز على موقع IMDb (الإنجليزية)
- جوليان جونز على موقع ألو سيني (الفرنسية)
- جوليان جونز على موقع قاعدة بيانات الفيلم (الإنجليزية)
- جوليان جونز على موقع كينوبويسك (الروسية)